# Потери кораблей в российско-украинской войне
На этой странице представлен список военных и гражданских кораблей, получивших повреждения, потопленных или захваченных в ходе российско-украинской войны (с 2014 года), включая инцидент в Керченском проливе и полномасштабное вторжение (с 2022 года).

## Аннексия Крыма (2014)

### ВМФ России
- БПК «Очаков» (пр. 1134-Б) был затоплен 6 марта 2014 года, чтобы заблокировать корабли ВМС Украины в заливе Донузлав в Крыму[1]. В 2015 году его подняли, списали и разобрали на металл[2].
- Водолазное морское судно ВМ-416 также было затоплено рядом с «Очаковым», чтобы заблокировать корабли ВМС Украины[3].

### ВМС Украины
- В ходе захвата Крыма российские военные заблокировали 51 судно ВМС Украины в военно-морских базах в Донузлаве и Севастополе[4][5][6], что составляло ¾ всего украинского флота[7]. Позднее до 35 этих судов были возвращены Украине[8].

### Морская охрана Украины
- После захвата Крыма назначенные Россией власти конфисковали флот Береговой охраны Украины. Корабль пр. 1241П «Григорий Гнатенко» и катер пр. 205П BG-31 «Буковина» использовались на учениях в качестве мишеней и были потоплены, корабль пр. 1241П «Полтава» и семь катеров были переданы гражданским ведомствам[9].

### Гражданский флот
- Назначенные Россией крымские власти экспроприировали украинские судоходные компании, морские торговые порты, а также государственные и местные учреждения «Госгидрография» и «Администрация морских портов Украины» и их имущество. Точное количество экспроприированных гражданских судов остаётся неизвестным[10].

## Война на Донбассе (2014—2015)

### Морская охрана Украины
- Сторожевой катер BG-119 (пр. 1400M) был уничтожен артиллерийским огнём сил ДНР 31 августа близ Мариуполя[11][12].
- Малый патрульный катер пр. 50030 был повреждён артиллерийским огнём сил ДНР 31 августа 2014 года[11][12].
- Патрульный катер BG-22 (тип UMS-1000) затонул в результате взрыва возле места стоянки в Мариуполе 7 июня 2015 года[13][14]. Катер был поднят, отремонтирован и возвращён в строй 26 мая 2017 года[15][16].

## Инцидент в Керченском проливе (2018)

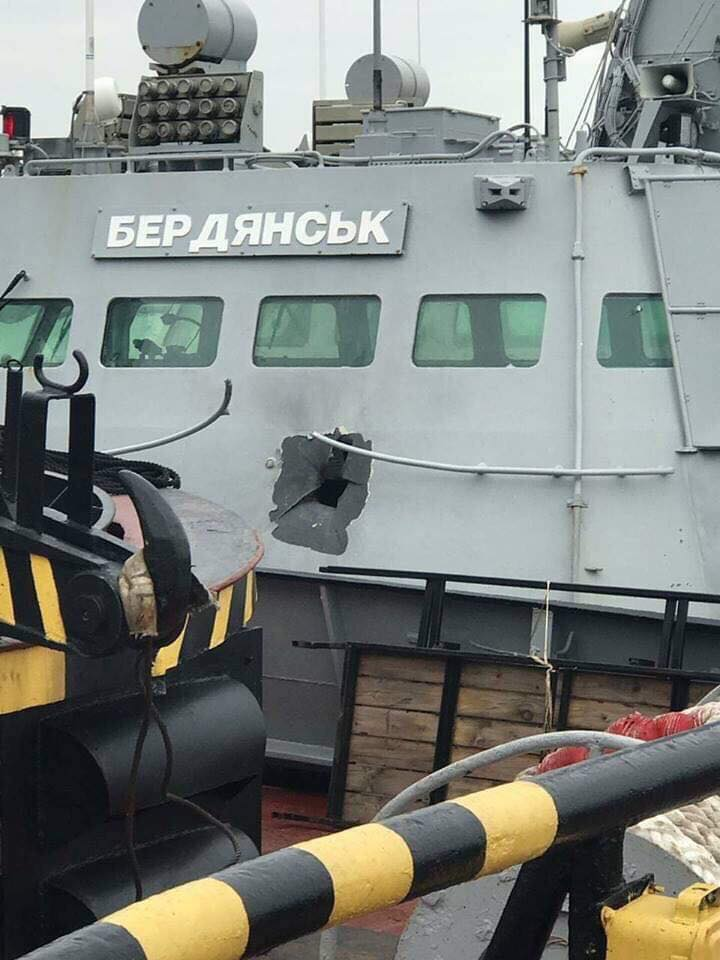
Канонерская лодка П175 «Бердянск» со следами от попадания 30-мм снаряда

### ВМФ России
- Буксир «Дон» получил пробоину в результате тарана украинского буксира «Яны Капу»[17].

### Береговая охрана России
- Патрульный катер «Изумруд» был повреждён 25 ноября 2018 года при столкновении с российским буксиром «Дон»[18].

### ВМС Украины
- Канонерские лодки P175 «Бердянск» и P176 «Никополь» (пр. 58155) были захвачены, причём «Бердянск» был атакован патрульным катером «Изумруд»[18][19][20]. Оба корабля были возвращены Украине 18 ноября 2019 года[21].
- Буксир «Яны Капу» был повреждён в результате тарана буксиром «Дон», захвачен российскими военными и 18 ноября 2018 года возвращён Украине[18][21].

## Российское вторжение в Украину (2022—настоящее время)

### ВМФ России
Во время боевых действий российский флот понёс существенные потери. Был потерян флагман Черноморского флота, гвардейский ракетный крейсер «Москва». Затонули 12 и получили серьёзные повреждения ещё 9 кораблей и катеров, и одна подводная лодка. Понёс потери командный состав флота. По данным министра обороны Великобритании Гранта Шэппса, с сентября по декабрь 2023 года было уничтожено 20 % российского Черноморского флота.
- МРК «Великий Устюг» (пр. 21631, Каспийская флотилия ВМФ России) был подбит 7 марта 2022 года артиллерией или ударом дрона. 17 июня повреждённое судно было замечено в ходе буксировки по Волге[27][28].
- Россия потеряла несколько патрульных катеров пр. 03160:
  - 22 марта 2022 года служащие отдельного отряда специального назначения «Азов» ударом ПТУР вывели из строя патрульный катер возле Мариуполя, впоследствии корабль был отбуксирован российскими моряками[29][30]
  - 2 мая 2022 года украинский беспилотник Bayraktar TB2 поразил 2 катера в районе острова Змеиный[31][32][33].
  - 8 мая 2022 года украинские власти опубликовали запись попадания по 3 катерам пр. 03160 в районе острова Змеиный. В дальнейшем повреждённый в ходе одного из столкновений катер «Юнармеец Балтик» был отбуксирован для ремонта в Севастополь[34][35].
- БДК «Саратов» (пр. 1171) был подбит ракетой «Точка-У» 24 марта 2022 года в ходе украинской атаки на порт Бердянска[36][37]. При этом два других БДК (пр. 775) — «Цезарь Куников» и «Новочеркасск» — покинули стоянку, на одном из них в результате попадания начался пожар[38][39]. В июле 2022 года российские официальные лица заявили, что получивший повреждения «Саратов» был затоплен экипажем для предотвращения детонации боекомплекта. В дальнейшем он был поднят, отбуксирован в Керчь и распилен на металлолом[40].
- Ракетный крейсер «Москва», на тот момент флагман Черноморского флота, был поражён 13 апреля 2022 года украинскими ПКР Р-360 «Нептун» и затонул[41].
- Десантный катер проекта 11770 был потоплен дроном Bayraktar TB2 7 мая 2022 года в районе острова Змеиный[42]. Второй корабль этой же серии, вероятно, тогда же получил повреждения и 9 июля был отбуксирован в бухту Севастополя[43].
- Буксир «Спасатель Василий Бех», переоборудованный для военных нужд и снаряжённый ЗРК «Тор», по сообщению украинских военных от 17 июня 2022 года, был потоплен ударом противокорабельных ракет[44][45][46].
- Сторожевой корабль «Адмирал Макаров», после затопления крейсера «Москва» ставший флагманом Черноморского флота, морской тральщик «Иван Голубец» и одно не идентифицированное судно, по данным независимых OSINT-исследователей, были повреждены 29 октября 2022 года в ходе атаки воздушных и морских дронов на базу ВМФ в Севастополе[47][48].
- БДК «Оленегорский горняк» был поражён дроном 4 августа 2023 года в ходе атаки на базу Черноморского флота в Новороссийске[49].
- Дизель-электрическая подлодка Б-237 «Ростов-на-Дону» и БДК «Минск» были серьёзно повреждены в результате ракетного удара по Севастопольскому морскому заводу 13 сентября 2023 года[50].
- МРК «Самум» стал целью атаки морского беспилотника 14 сентября 2023 года и был отбуксирован в порт с креном на борт[51].
- МРК «Аскольд» был повреждён 4 ноября 2023 года в результате ракетного удара по заводу «Залив»[52].
- ДКА 1176 «Акула» и ДКА 11770 «Серна» были потоплены 10 ноября 2023 года украинскими морскими дронами на севере Крыма[53].
- БДК «Новочеркасск» (пр. 775) уничтожен 26 декабря 2023 года в порту Феодосии в результате атаки крылатыми ракетами[54][55].
- Сторожевой катер пр. 205П был потоплен в Графской бухте между 28 и 31 декабря 2023 года после удара беспилотным катером[56][57].
- Ракетный катер «Р-334» «Ивановец» проекта 12411 был атакован 31 января 2024 года на рейде озера Донузлав несколькими морскими беспилотными аппаратами ГУР МО Украины. В результате повреждений катер затонул[58][59][60].
- БДК «Цезарь Куников» был атакован 14 февраля 2024 года несколькими морскими беспилотными аппаратами ГУР МО Украины вблизи побережья Алупки и в результате затонул[61].
- Патрульный корабль (корвет) «Сергей Котов» был атакован 5 марта 2024 года несколькими морскими беспилотными аппаратами вблизи Керчи и затонул[62].
- МРК «Циклон» был потоплен в ночь на 19 мая 2024 года после ударов ракетами ATACMS по порту Севастополя[63][64]

В конечном счёте Россия отвела большую часть кораблей из Крыма в Новороссийск и даже запланировала постройку нового порта в Абхазии, ещё дальше от контролируемой Украиной территории, и прекратила регулярное патрулирование в Чёрном море, вследствие чего потери кораблей практически прекратились.

### ВМС Украины
- МПК «Винница», списанный в 2021 году, был затоплен украинскими моряками у места стоянки в Очакове 24 февраля 2022 года[65][66].
- Фрегат «Гетман Сагайдачный», на тот момент флагман ВМС Украины, был затоплен экипажем 3 марта 2022 года в Николаеве для предотвращения его захвата[67][68].
- Патрульный катер «Славянск» был потоплен 3 марта в результате авиаударов в порту Южный[69][70].
- Патрульный корабль «Корец» (переоборудованный буксир) был захвачен российскими военными в начале марта в Бердянске[71][72][73][74].
- В 2022 году Украина потеряла несколько речных катеров пр. 58155[75]:
  - БК-02 «Аккерман» и БК-06 «Вышгород» были захвачены российскими военными в начале марта в Бердянске[71][72][73][74].
  - БК-04 «Кременчуг» и БК-05 «Лубны» были захвачен российскими военными в начале марта в Мариуполе[74][76][77][78][79][80][81].
  - Ещё один катер 4 ноября 2022 года был поражён российским барражирующим боеприпасом ZALA Lancet возле Очакова[82][83].
- Малый разведывательный корабль А512 «Переяслав» (пр. 1824) был предположительно повреждён на реке Днепр в конце марта 2022 года[84].
- Корабль управления «Донбасс» был потерян в результате пожара 6 апреля 2022 года в ходе осады Мариуполя[85].
- Десантно-штурмовой катер «Станислав» (пр. 58503) был потерян 7 мая 2022 года в ходе украинской контратаки на остров Змеиный[86].
- В августе 2022 года украинские власти сообщили о потере речного тральщика «Геническ» (пр. 1258), однако не назвали конкретной даты инцидента[87].

### Морская охрана Украины
- Несколько сторожевых катеров пр. 1400:
  - BG-118 «Арабат» и неидентифицированный катер были захвачены в первой половине марта в Бердянске[88].
- Несколько малых сторожевых катеров UMS-1000:
  - BG-14 и BG-24 были захвачены в первой половине марта в Бердянске[88][89].
- Несколько патрульных катеров пр. 50030:
  - BG-308, BG-310 и BG-311 захвачены в первой половине марта в Бердянске[88][89].
- Разъездной катер пр. ADAMANT-315 с бортовым номером BG-732 захвачен в первой половине марта в Бердянске[88]
- Пограничный катер пр. 205П под номером BG-32 «Донбасс» был частично потоплен и захвачен 19 апреля 2022 года в ходе боёв за Мариуполь[90]. В июне 2022 года корабль был замечен в порту Новороссийска[91]

### Прочие корабли

#### ВМС других стран
- Румынский минный тральщик «Лейтенант Димитрие Николеску» (DM-29) получил повреждения от взрыва оторвавшейся морской мины в Чёрном море в 40 км от порта Констанца[92][93].

#### Гражданские суда
- Нефтерудовоз «СГВ Флот» (пр. 1570) компании «Самара Шиппинг», следовавший из Батуми в Ейск, 24 февраля 2022 года был повреждён украинской ракетой, запущенной из Мариуполя в направлении Должанской[94].
- Балкер «Серафим Саровский» компании «Речмортранс», следовавший из Турции в Азов, 24 февраля 2022 года был повреждён украинской ракетой, запущенной из Мариуполя в направлении Должанской[94].
- Турецкий сухогруз «Яса Юпитер» (англ. Yasa Jupiter) под флагом Маршалловых островов, следовавший из Днепра в Констанцу, был повреждён российской ракетой в Чёрном море близ Одессы 24 февраля 2022 года[95][96].
- Молдавский химический танкер «Миллениал Спирит» (англ. Millennial Spirit) был атакован российской ракетой 25 февраля 2022 года и затонул в нейтральных водах Чёрного моря[97].
- Грузовой корабль «Намура Куин» (англ. Namura Queen) был повреждён российской ракетой 25 февраля вблизи порта Южный[98][99][100].
- Украинское спасательное судно «Сапфир» было захвачено российскими военными в Чёрном море во время спасательной операции на острове Змеиный 26 февраля 2022 года. Спустя месяц экипаж вернулся на родину в рамках обмена пленными[101], а 12 апреля российская сторона вернула Украине сам корабль[102].
- Украинский балкер «Афина» был захвачен российскими военными в зоне нейтральных вод или территориальных вод Румынии на пути из Украины в Констанцу 26 февраля 2022 года[103].
- Украинский балкер «Принцесса Николь» был захвачен российскими военными в зоне нейтральных вод или территориальных вод Румынии на пути из Украины в Констанцу 26 февраля 2022 года[103].
- Бангладешский балкер «Банглар Самридди» (англ. Banglar Samriddhi) был атакован ракетой с российского корабля в порту Николаева 2 марта 2022 года, один член экипажа погиб[104][105].
- Эстонский грузовой корабль «Хельт» (англ. Helt) под панамским флагом затонул возле Одессы 2 марта 2022 года. Панамские власти заявили, что корабль был повреждён ударом российской ракеты[98][106][107][108].
- Грузовой корабль «Лорд Нельсон» (англ. Lord Nelson) под панамским флагом был повреждён российской ракетой в первые дни войны, о чём власти страны сообщили 3 марта 2022 года[98].
- Грузовой корабль «Азбург» был поражён двумя российскими ракетами 3 апреля 2022 года, затем вновь подвергся обстрелам 4 апреля и затонул в порту Мариуполя[109].
- Ледокол «Капитан Белоусов», относящийся к администрации порта Мариуполя, был атакован в Мариуполе ночью с 7 на 8 апреля 2022 года. Один член экипажа погиб, несколько моряков пострадали[110][111].
- Турецкий балкер «Апач» (англ. Apache) под флагом Мальты был обстрелян российским патрульным кораблём вблизи заблокированного Россией порта Мариуполя 8 апреля 2022 года[112][113].
- Либерийский балкер «Смарта» (англ. Smarta) был обстрелян 20 марта 2022 года в порту Мариуполя, один из моряков был похищен российскими военными прокси, отправлен в ДНР и освобождён месяцем позже. В июле корабль был экспроприирован властями самопровозглашённой ДНР[114][115].
- Грузовой корабль Blue Star I оказался заблокирован в Мариуполе, и в июле 2022 года экспроприирован российскими военными прокси — властями самопровозглашённой ДНР[114][115].